# The White Stripes Greatest Hits
| Recensione            | Giudizio                |
| --------------------- | ----------------------- |
| AllMusic              | [ 2 ]                   |
| And It Don't Stop     | A                       |
| American Songwriter   | (musica) · (confezione) |
| Clash                 | 8/10                    |
| DIY                   | [ 6 ]                   |
| The Independent       | [ 7 ]                   |
| Paste                 | 9.0/10                  |
| Tom Hull – on the Web | B+                      |

The White Stripes Greatest Hits (noto anche come My Sister Thanks You and I Thank You: The White Stripes Greatest Hits) è la prima raccolta ufficiale del gruppo rock The White Stripes, pubblicata dalla Third Man Records nel 2020. L'album raccoglie 26 brani tratti da tutti e 6 gli album in studio della band, incluse 2 canzoni pubblicate solo su singolo.

## Descrizione
L'album è l'unica compilation di successi della band, e la prima uscita non-live o non-video sin dallo scioglimento nel 2011. Fu annunciato il 6 ottobre 2020 con un comunicato stampa della casa discografica che recitava (in parte): «Abbiamo pensato che un "Greatest Hits" possa sembrare irrilevante nell'epoca dello streaming, ma crediamo anche con tutto il cuore che le grandi band meritino un "Greatest Hits"».

## Tracce
1. Let's Shake Hands – 2:04 – Non-album single (1998)
2. The Big Three Killed My Baby – 2:29 – The White Stripes (1999)
3. Fell in Love with a Girl – 1:50 – White Blood Cells (2001)
4. Hello Operator – 2:36 – De Stijl (2000)
5. I'm Slowly Turning into You – 4:34 – Icky Thump (2007)
6. The Hardest Button to Button – 3:32 – Elephant (2003)
7. The Nurse – 3:47 – Get Behind Me Satan (2005)
8. Screwdriver – 3:14 – The White Stripes (1999)
9. Dead Leaves and the Dirty Ground – 3:03 – White Blood Cells (2001)
10. Death Letter – 4:29 (Son House) – De Stijl (2000)
11. We're Going to Be Friends – 2:22 – White Blood Cells (2001)
12. The Denial Twist – 2:35 – Get Behind Me Satan (2005)
13. I Just Don't Know What to Do with Myself – 2:46 (Burt Bacharach, Hal David) – Elephant (2003)
14. Astro – 2:42 – The White Stripes (1999)
15. Conquest – 2:48 (Corky Robbins) – Icky Thump (2007)
16. Jolene – 3:17 (Dolly Parton) – Non-album single (2000)
17. Hotel Yorba – 2:10 – White Blood Cells (2001)
18. Apple Blossom – 2:13 – De Stijl (2000)
19. Blue Orchid – 2:37 – Get Behind Me Satan (2005)
20. Ball and Biscuit – 7:18 – Elephant (2003)
21. I Fought Piranhas – 3:07 – The White Stripes (1999)
22. I Think I Smell a Rat – 2:04 – White Blood Cells (2001)
23. Icky Thump – 4:14 – Icky Thump (2007)
24. My Doorbell – 4:01 – Get Behind Me Satan (2005)
25. You're Pretty Good Looking (For a Girl) – 1:49 – De Stijl (2000)
26. Seven Nation Army – 3:51 – Elephant (2003)

## Formazione
The White Stripes
- Jack White – chitarra, voce, piano, organo, sintetizzatore, marimba
- Meg White – batteria, voce